# Сорит
Сори́т (от греч. σωρός — «куча») — цепь последовательных силлогизмов, в которых заключение является одной из посылок следующего за ним, а одна из посылок при этом не выражается в явной форме. Один из видов опосредованных умозаключений.
Например в «Логике» от Уэтли дан следующий сорит:
|               | Англичане — мужественный народ. |
|               | Мужественный народ свободен.    |
|               | Свободный народ богат.          |
| Следовательно | Англичане богатые.              |

В сорите посылки могут быть расположены двояким способом — аристотелевский сорит начинается с посылки, заключающей в себе заключение-субъект, и оканчивается посылкой, содержащей заключение-предикат (см. вышеприведённый пример); но сорит может начинаться и с посылки, содержащей заключение-предикат, и оканчиваться посылкой, содержащей заключение-субъект; этот вид сорита называется гоклениевым (Гоклениус, писатель XVI в., впервые указал на него в сочинении «Isagoge in Organon Aristotelis»). Если сорит разложить на несколько отдельных силлогизмов, то заключение каждого отдельного силлогизма служит меньшей посылкой следующего. В сорите может быть лишь одна отрицательная посылка; каждый сорит требует последовательности среднего термина, иначе получается перерыв в процессе умозаключения (лат. Saltus in concludendo) и заключение получится не значащее.